# Djibouti aux Jeux olympiques d'été de 2016
La délégation de Djibouti aux Jeux olympiques d'été de 2016 à Rio de Janeiro au Brésil comprend sept athlètes : quatre hommes et une femme en athlétisme, un homme en judo et un homme en natation. Il s'agit de la neuvième apparition de l'État djiboutien à des Jeux olympiques d'été depuis ses débuts en 1984 à Los Angeles aux États-Unis.

## Athlétisme

### Homme

#### Course
| Athlètes             | Compétitions         | Série   | Série | Demi-Finales | Demi-Finales | Finale  | Finale  |
| Athlètes             | Compétitions         | Temps   | Rang  | Temps        | Rang         | Temps   | Rang    |
| -------------------- | -------------------- | ------- | ----- | ------------ | ------------ | ------- | ------- |
| Ayanleh Souleiman    | 800 mètres           | 1:45.48 | 1er   | 1:45.19      | 4e           | éliminé | éliminé |
| Ayanleh Souleiman    | 1 500 mètres         | 3:39.25 | 3e    | 3:39.46      | 2e           | 3:50.29 | 4e      |
| Abdi Waiss Mouhyadin | 1 500 mètres         | DNF     | /     | éliminé      | éliminé      | éliminé | éliminé |
| Mumin Gala           | Marathon             | NC      | NC    | NC           | NC           | 2:13:04 | 12e     |
| Mohamed Ibrahim      | 3 000 mètres steeple | 8:53.10 | 12e   | NC           | NC           | éliminé | éliminé |

### Femme

#### Course
| Athlètes             | Compétitions | Série   | Série | Demi-Finales | Demi-Finales | Finale  | Finale  |
| -------------------- | ------------ | ------- | ----- | ------------ | ------------ | ------- | ------- |
| Athlètes             | Compétitions | Temps   | Rang  | Temps        | Rang         | Temps   | Rang    |
| Kadra Mohamed Dembil | 1 500 mètres | 4:42.67 | 12e   | éliminé      | éliminé      | éliminé | éliminé |
|                      |              |         |       |              |              |         |         |